# فرودگاه سورخت
فرودگاه سورخت (به انگلیسی: Surkhet Airport) یک فرودگاه همگانی با کد یاتا SKH است که یک باند فرود آسفالت دارد و طول باند آن ۱۲۰۰ متر است. این فرودگاه در کشور نپال قرار دارد و در ارتفاع ۷۲ متری از سطح دریا واقع شده است.